# Oskar Bye
Oskar Wilhelm Bye (Oslo, 3 giugno 1870 – Oslo, 30 aprile 1939) è stato un ginnasta norvegese.

## Palmarès

### Olimpiadi
- Argento a Londra 1908 nel concorso a squadre.

### Giochi olimpici intermedi
- Oro a Atene 1906 nel concorso a squadre